# Чжу Хоуцун
Чжу Хоуцун (кит.: 朱厚熜; піньїнь: Zhu Houcong), храмове ім'я Шицзун (кит.: 世宗; піньїнь: Shìzōng 16 вересня 1507 — 23 січня 1567) — одинадцятий імператор династії Мін. Девіз правління — Цзяцзін (Чудесне Вмиротворення).

## Життєпис

### Внутрішня політика
Народився 16 вересня 1507 року у родині Чжу Юджана, князя Сян, молодшого брата імператора Чжу Ютана. Отримав класичну конфуціанську освіту. Чимось особливим не відзначався. Після смерті свого двоюрідного брата у 1521 році за допомоги імператриці-удови Цзянь І та голови «Внутрішньопалацового кабінету» (Нейге) Ян Тінхе він став новим імператором.
Оскільки до свого правління Чжу Хоуцун перебував за межами придворного життя, то, отримавши престол, намагався якомога більше зосередити владу у власних руках. Своє царювання він почав з усунення від справ і страти фаворитів колишнього імператора — сановників Цзянь Ніна і Цзянь Біня, а також ряд інших високопосадовців. Це було пов'язано з протистоянням чиновників та вчених стосовно питання успадкування трону. Справа у тому, що Чжу Хоуцун був сином конкубіни. А тому, згідно з конфуціанськими канонами, його син не мав права на успадкування трону, а також сам імператор не міг називати імені свого справжнього батька, тому деякий час вимушений був називати батьком свого дядька Чжу Юбіня. Також імператор не мав прав розмістити табличку з іменем свого справжнього батька у храмі предків. Загалом ця суперечка тривала близько 20 років. Завдяки респресіям, зокрема було страчено відомого поета Ян Шеня, та зміні законів імператорові Чжу Хоуцуну вдалося домогтися бажаного — його син став спадкоємцем, табличку з іменем справжнього батька розміщено у храмі предків. Втім боротьба вищих чиновників з володарем сприяла розгардіяшу в адміністративному апараті, його ослабленню.
У 1539 році відсторонив від посад впливових державних секретарів Ян Суна та Ян Шифана, після чого зовсім перестав спілкуватися з міністрами, покладаючись лише на євнухів, вплив яких за цього імператора значно зріс. Все це сприяло корупції в імперії. Чжу Хоуцун поповнив свій гарем великою кількістю малолітніх дівчаток, до яких мав особливу пристрасть.
Водночас, віддаючи перевагу даоській ідеології, Чжу Хоуцун почав переслідування буддистів, вплив яких у країні на той час було досить значним. Зокрема, були конфісковано цінності, накопичені в буддистських монастирях. Останнє пояснюється не тільки суто ідеологічними мотивами, але й прагненням виправити фінансове становище в країні, що мало, у свою чергу, причину у переділі земельної власності — швидкому зростанні верстви великих землевласників (зокрема великого до того часу клану імператорської рідні) на шкоду дрібноселянського землеволодіння.
Своїм жорстоким відношенням до підлеглих імператор Чжу Хоуцун виклав ненависть оточення. Тому у 1542 році було організовано замах на його життя. Керувала змовниками улюблена наложниця Чжу Хоуцуна. Проте йому вдалося врятуватися, а імператриця Лі наказала стратити змовників. Втім Чжу Хоуцун не пробачив імператриці страту улюбленої наложниці й, коли у 1547 році в її палаці виникла пожежа, наказав не рятувати імператрицю Лі.
Дії корумпованого та непрофесійного уряду на чолі з євнухами погіршувалися надмірними витратами імператора та стихійними лихами. Так у 1550 році у Пекіні за наказом Чжу Хоуцуна було побудовано Зовнішнє місто. У 1556 році великий землетрус у долині річки Вей (Шеньсі) забрав життя 800 000 осіб. Економічна криза зумовила численні повстання, зокрема у 1560 році доволі потужним був бунт у Нанкіні.

### Зовнішня політика
З початком правління Чжу Хоуцуна почало загострюватися і зовнішньополітичне становище імперії. Посилилася контрабанда, викликана непродуманими діями уряду. Почалися напади японських піратів, зокрема доволі зухвалим був напад на м. Нінбо у 1523 році. Після цього за наказом імператора було припинено морську торгівлю. Проте це не покращало ситуацію. Навпаки уздовж усього морського узбережжя країни посилилися зіткнення з «японськими піратами», які намагалися силою зламати традиційну китайську політику «морської заборони» — суворого контролю і обмеження зовнішньої морської торгівлі китайської влади. Ця піратська війна тривала до 1566 року, коли зрештою китайським військам самооборони вдалося розбити японців.
З 1542 року почастішали напади монголів та ойратів на кордони імперії. Їх очолив Алтан-хан. Військові сутички тривали до 1550 року, коли у передмісті Пекіну генералу Ці Цзігуану вдалося завдати поразки ворогам. Зрештою було укладено китайсько-монгольський мир.

### Останні роки
Наприкінці правління Чжу Хоуцун все більше відсторонявся від реальності, передаючи управління євнухам. Зрештою став відлюдником, шукав безсмертя. Особливий вплив мав даос Дао Чжунвень, який виготовляв пігулки безсмертя з червоного свинцю й білого миш'яку. За рекомендацією Дао імператор став практикувати сексуальні контакти з незайманими дівчатами. У 1552 році було відібрано для цього 800 дівчат віком від 8 до 14 років, а у 1555 році — ще 180. Втім, організм Чжу Хоуцуна поступово труївся «пігулками безсмертя». Це й призвело до його смерті — він помер 23 січня 1567 року.